# David Dew
David Dew (11 de noviembre de 1968) es un deportista australiano que compitió en ciclismo en la modalidad de pista. Ganó una medalla de bronce en el Campeonato Mundial de Ciclismo en Pista de 1992, en la prueba de tándem.

## Medallero internacional
| Campeonato Mundial | Campeonato Mundial | Campeonato Mundial | Campeonato Mundial |
| Año                | Lugar              | Medalla            | Competición        |
| ------------------ | ------------------ | ------------------ | ------------------ |
| 1992               | Valencia (España)  | Medalla de bronce  | Tándem (A)         |